# Belyaevostella hyugaensis
Belyaevostella hyugaensis är en sjöstjärneart som beskrevs av Fujita, Stampanato och Jacques Jangoux 1994. Belyaevostella hyugaensis ingår i släktet Belyaevostella och familjen Caymanostellidae. Inga underarter finns listade i Catalogue of Life.